# Bela B.

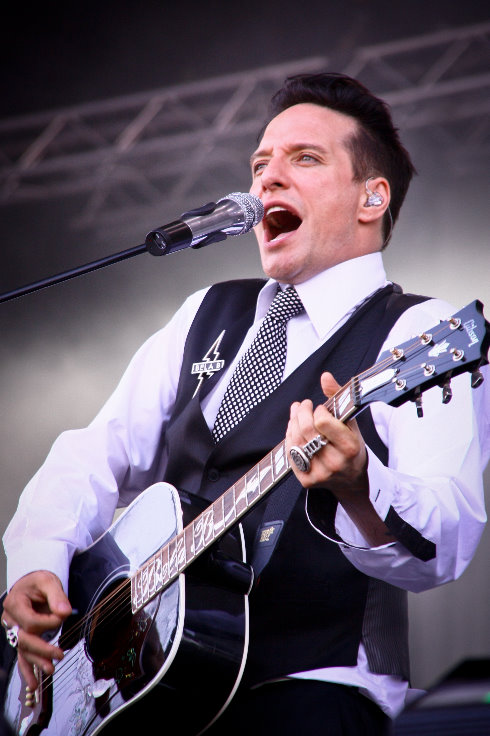

Dirk Felsenheimer (nacido el 14 de diciembre de 1962 en el barrio berlinés de Spandau), más conocido por su nombre artístico Bela B., es un músico alemán, cantante y compositor. Es mejor conocido por ser el baterista y uno de los cantantes de la banda alemana Die Ärzte. En 2006 lanzó su primer álbum en solitario titulado Bingo. Bela B. también es actor y ha hecho varias voces en off para la televisión y el cine.

## Primeros años
Dirk Albert Felsenheimer nació en Spandau, el barrio más occidental de Berlín. Tiene una hermana gemela llamada Diana y sus padres se separaron cuando él tenía cinco años. Felsenheimer se graduó de Carlo-Schmid-Oberschule. Luego se unió a la fuerza policial, en parte debido al aburrimiento y, en parte debido a la influencia de su tío, que también era oficial de policía. Sin embargo, poco antes de incorporarse a la policía, Bela se hizo punk, lo que parecía una contradicción con la conformidad que se le exige en la policía. A pesar de sus reservas, comenzó la formación como policía, como no podía pensar en ninguna otra opción viable y además no quería que su madre se preocupe por él. Sin embargo, dejó la fuerza policial poco después de unirse porque sentía que no pertenecía allí y comenzó a ser hostigado por los otros reclutas. Posteriormente, trabajó en un almacén por un corto tiempo antes de iniciar un aprendizaje de 3 años como vestuarista de vidrieras para la tienda de departamentos Hertie.
Felsenheimer tomó su nombre artístico del actor Bela Lugosi, a quien ha admirado desde la infancia. La B. significa Barney, como el nombre alemán del personaje de Los Picapiedras, Pablo Mármol, que en Alemania es "Barney Geröllheimer" y fue apodado en su honor debido a la similitud con "Felsenheimer". Felsenheimer esta realmente registrado con la compañía alemana GEMA Performing Rights Society como "Bela Barney Felsenheimer" .

## Carrera musical
Con Die Ärzte
Bela B. tocó por primera vez en el corto Soilent Grün antes de co-fundar Die Ärzte en 1982 con el cantante y guitarrista Farin Urlaub y el bajista Hans Runge. El grupo pronto apareció en la compilación de los 20 Überschäumende Stimmungshits, y después ganaron un concurso de bandas de aficionados con lo que pusieron sus ganancias en su primer EP de 1983, "Uns geht's prima". Firmaron un contrato discográfico con Columbia Records, que publicó su debut de la banda LP, Débil, en 1984. Después de lanzar varios álbumes, la banda se separó en 1988 y se reunió en 1993.
Con Depp Jones
Después de separarse Die Ärzte, Bela pronto formó una nueva banda, S.U.M.P., con su amigo Rodrigo González. La banda lanzó un EP titulado "Get Wise, Get Ugly, Get S.U.M.P", con covers de canciones populares. La banda pasó a llamarse más tarde Depp Jones, nombre de un personaje en la versión alemana de la serie de cómics Lucky Luke. Su primer LP 1990, Return to Caramba!, no logró capitalizar la popularidad de Die Ärzte, y su siguiente "Welcome to Hell" y "At 2012 A.D" fueron peores. La nueva banda de Farin Urlaub, "King Kong", también falló, y en 1993 Farin y Bela B. acordaron reformar Die Ärzte, con el exguitarrista de Depp Jones Rodrigo González uniendo a ellos en el bajo.
En solitario
En 2006 Bela lanzó su primer álbum en solitario llamado "Bingo", que fue producido por Wayne Jackson y Involtini Olsen. El álbum combinaba muchos estilos de música diferentes como el country, rockabilly, beat music y elementos tradicionales de rock. La pasión de Bela por el género del horror se puede oír en muchas de las canciones en el álbum. Trabajó con la leyenda del country Lee Hazelwood y a cambio hizo una aparición en su álbum de Cake or Death. Charlotte Roche y una amiga cercana de Bela, la cantante Lula, también participan en "Bingo". Este álbum, alcanzó el número dos en el Top 100 alemán y el número cinco en Austria. Tras el lanzamiento del álbum, Bela estuvo de gira con su banda: Bela B. y Los Helmstedt, incluyendo apariciones en varios festivales alemanes incluyendo Rock im Park, Rock am Ring, MTV Campus Invasion y Gurtenfestival. Un segundo álbum, "Code B" fue lanzado el 2 de octubre de 2009.

## Estilo musical
Bela es un fan del horror, que se refleja en muchas de sus canciones, tales como Dein Vampyr (El vampiro), Mysteryland (Tierra de misterios), Der Graf (El Conde), Die Nacht (La noche), Wir werden schön, Der Vampir mit dem Colt, Licht am Ende des Sarges (luz al final del ataúd) y Monsterparty.
Una de las características particulares de Bela es que generalmente toca la batería de pie durante las actuaciones. Lo ha hecho desde que vio la Stray Cats realizar en 1983. Hasta ese momento había tocado sentado en los primeros conciertos de Die Ärzte. Sin embargo, en general, toca sentado en el estudio, y también lo hizo durante los conciertos de "Rock'n'Roll Realschule" y en las sesiones unplugged de "Jenseits der Grenze des Zumutbaren" ("Más allá el límite razonable") y tours de "Unrockstar".

## Hobbies y proyectos
Bela era el dueño de la editorial del libro de cómics Leipzig, que publicó los libros de historietas de terror, incluyendo las versiones alemanas de series independientes, como "Faust" y "Satanika". Sus títulos incluyen también sus propias publicaciones, como "Schweinevogel" y un cómic sobre Die Ärzte. En una entrevista con la revista Zitty Berlin en septiembre de 2006, Bela B. anunció que iba a renunciar a su proyecto editorial, "En los últimos años, la editorial lentamente quebró. En 2005 publicó el libro "Grufties Zehn kleine"( Diez pequeños góticos) y otros tres libros. Eso no es mucho para una editorial y por eso hemos decidido cerrar EEE.
Como autor ha escrito para la antología del vampiro, Vampirorum Liber: "Last Blood" y los cómics publicados por su editorial. 
Otros pasatiempos incluyen la actuación, y ha aparecido en varias producciones de televisión alemanas, incluyendo episodios de "Alarm für Cobra 11" y "TATORT", así como en Gonger para el canal de televisión alemán ProSieben en 2008 y en la película Ein Göttlicher. En 1985 Bela representó uno de los personajes principales de Richy Guitar, una película sobre unos aspirantes a una banda de rock que también protagonizaron sus compañeros de la banda Die Ärzte: Farin Urlaub y Hans Runge. Más recientemente, Bela actuó en un film de terror y gore del director de culto Olaf Ittenbach, como G. Verlaine, un músico asesinado junto a su familia y en busca de venganza, también interpretó el papel principal en un campo de concentración, de Hans Steinbrück, un prisionero, en la película Edelweißpiraten en 2004. En 2005 y en función a la calidad de Bela recibió un papel en el cortometraje KINGZ (dirigida por Benni Diez y Marinko Spahic), que fue producido por la Academia de Cine de Baden-Württemberg, así como el papel de Ronnie en la parodia del crimen de Barbara Gebler, "Salamander" (Salamandra). En 2007 Bela fue entrevistado por su director favorito, Quentin Tarantino, sobre la película Death Proof para el periódico alemán Die Welt, y luego tuvo un cameo como acomodador de cine en la película de Tarantino Inglourious Basterds en 2009.
Su voz en off de trabajo incluye la voz de Clay en la versión alemana de los dibujos animados de MTV serie de televisión "Free for all". También grabó las voces de varios personajes en la versión alemana de la película danesa Terkel in trouble. El trabajo de Bela incluye varias obras de teatro de audio, tales como Fausto vs Mephisto junto a Thomas D de la banda alemana Fantastischen Vier y el audio libro de Venus im pelz con la actriz alemana Catherine Flemming. Bela también grabó la versión en audio de una biografía de Elvis Presley en 2007.
A principios de 2011, Bela grabó otro de libros de audio, Exit Mundi, un libro de divulgación científica. El periodista y científico holandés Keulemans Martín discute muchos escenarios de posibles y absurdos finales del mundo. La gira de promoción de Bela se daría en quince lugares, con escenarios en Alemania, Austria y Suiza. El tour también incluye momentos agradables, como la lectura del sencillo de REM The End Of The World As We Know It.
Bela es un fanático del fútbol alemán FC St. Pauli. También es un corredor aficionado, después de haber completado los maratones en Hamburgo y Nueva York. En 2004 también realizó el evento de 20 km en el 26 Lümmellauf Ahrensburg y la Maratón de Drácula de Transilvania Sighişoara por los medios de comunicación en Rumania.
También ha apoyado muchos proyectos antifascistas, incluida la iniciativa "Kein Bock auf Nazis", que fue iniciado por la ZSK banda punk de Berlín. Su postura antifascista también se ha demostrado en canciones como Schrei Nach Liebe (Grita por amor) y "Deutsche, Kauft Nicht Bei nazis" (Alemanes, no compren nada de los nazis). Bela hizo a esta última disponible para descargar gratuitamente desde su página web. Bela ha sido miembro del movimiento Attac antiglobalización desde 2007. También ha apoyado de PETA, apareciendo en su 'Si a la Tinta, no al visón' un póster campaña con Franka Potente en 2004 y en una campaña más con Catherine Flemming en 2005. En el año 2003 apoyó la campaña Coraje contra la violencia ultraderechista, creada por la revista Stern y la Fundación Amadeu Antonio.